# Митин, Александр Назарович
Алекса́ндр Наза́рович Ми́тин (1 сентября 1937, село Плюсково, Западная область — 20 марта 1999, посёлок Удельная, Московская область) — советский штурман-испытатель. Заслуженный штурман-испытатель СССР (1980).

## Биография
Родился 1 сентября 1937 года в селе Плюсково Козельского района. В 1955 году начал службу в Советской Армии. В 1958 году окончил Чкаловское военное авиационное училище штурманов в Оренбурге. В том же году вышел в запас. Воинское звание — старший лейтенант.
В 1958—1960 годах был рабочим авиазавода № 23 в Филях, в 1960—1963 годах — техником-разметчиком конструкторского бюро авиазавода № 30 в Москве.
С сентября 1963-го по июнь 1988 года находился на лётно-испытательно работе в Лётно-исследовательском институте имени М. М. Громова. Провёл испытания различных навигационных систем на Ту-104 и Ил-62, систем автоматического захода на посадку на Ан-12 и Ту-154. Участвовал в испытаниях Су-24 на прочность, опытных двигателей на Ту-16ЛЛ и других работах по тематике института.
В октябре 1986 года участвовал в ликвидации последствий аварии на Чернобыльской АЭС.
C 1988-го по 1997 год работал авиатехником по парашютным и аварийно-спасательным средствам в ЛИИ.
Жил в посёлке Удельная Раменского района Московской области.
Умер 20 марта 1999 года. Похоронен в Жуковском, на Быковском кладбище.

## Почётные звания
- Заслуженный штурман-испытатель СССР (1980).

## Награды
- Орден Мужества